# Kom (Bulgarien)
Kom (bulg. Ком) ist ein Berggipfel im westlichen Balkangebirge, ganz im Westen Bulgariens, nahe der Grenze zu Serbien. Seine Höhe beträgt 2016 m. 

## Details
Der Gipfel gehört zu den 100 nationalen touristischen Objekten Bulgariens, einer Initiative des Bulgarischen Tourismusverbandes.
Auf dem Kom beginnt der Bergwanderweg Kom–Emine. Seit 2016 ist der Berg Namensgeber für den Kom-Gletscher im Grahamland auf der Antarktischen Halbinsel.
Auf dem Gipfel des Berges befindet sich ein Relief des Schriftstellers und Politikers Iwan Wasow (Lage).

## Galerie

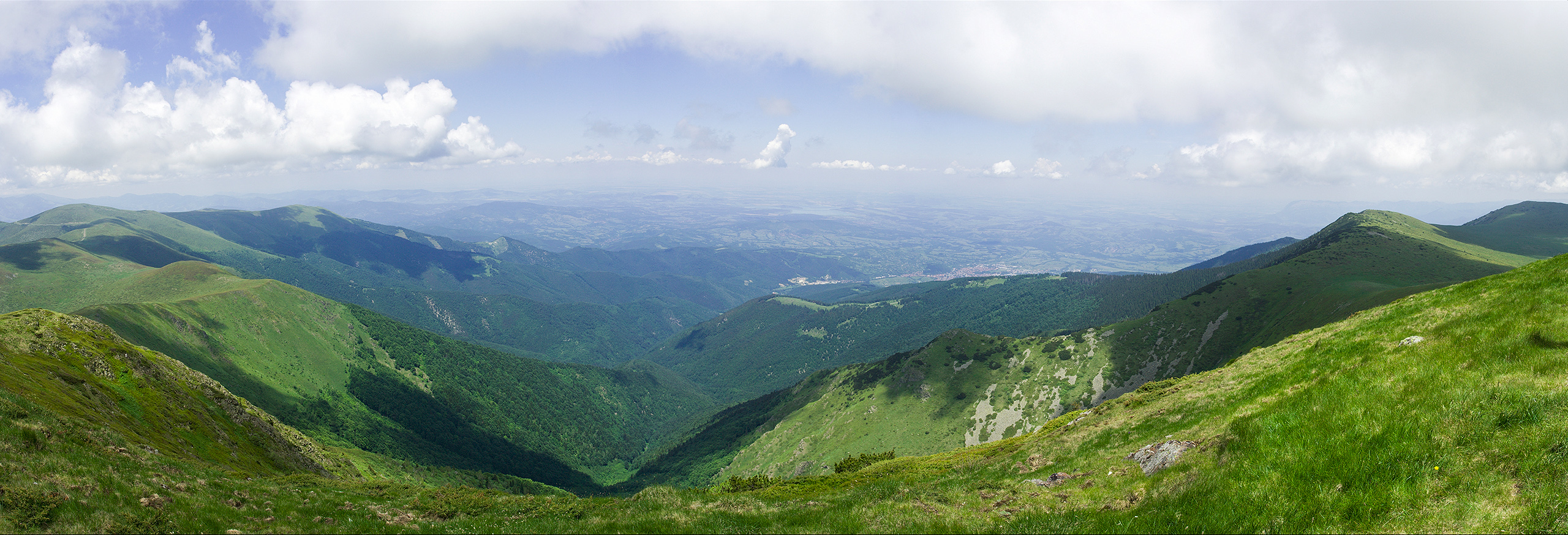
Panoramabild vom Gipfel nach Norden
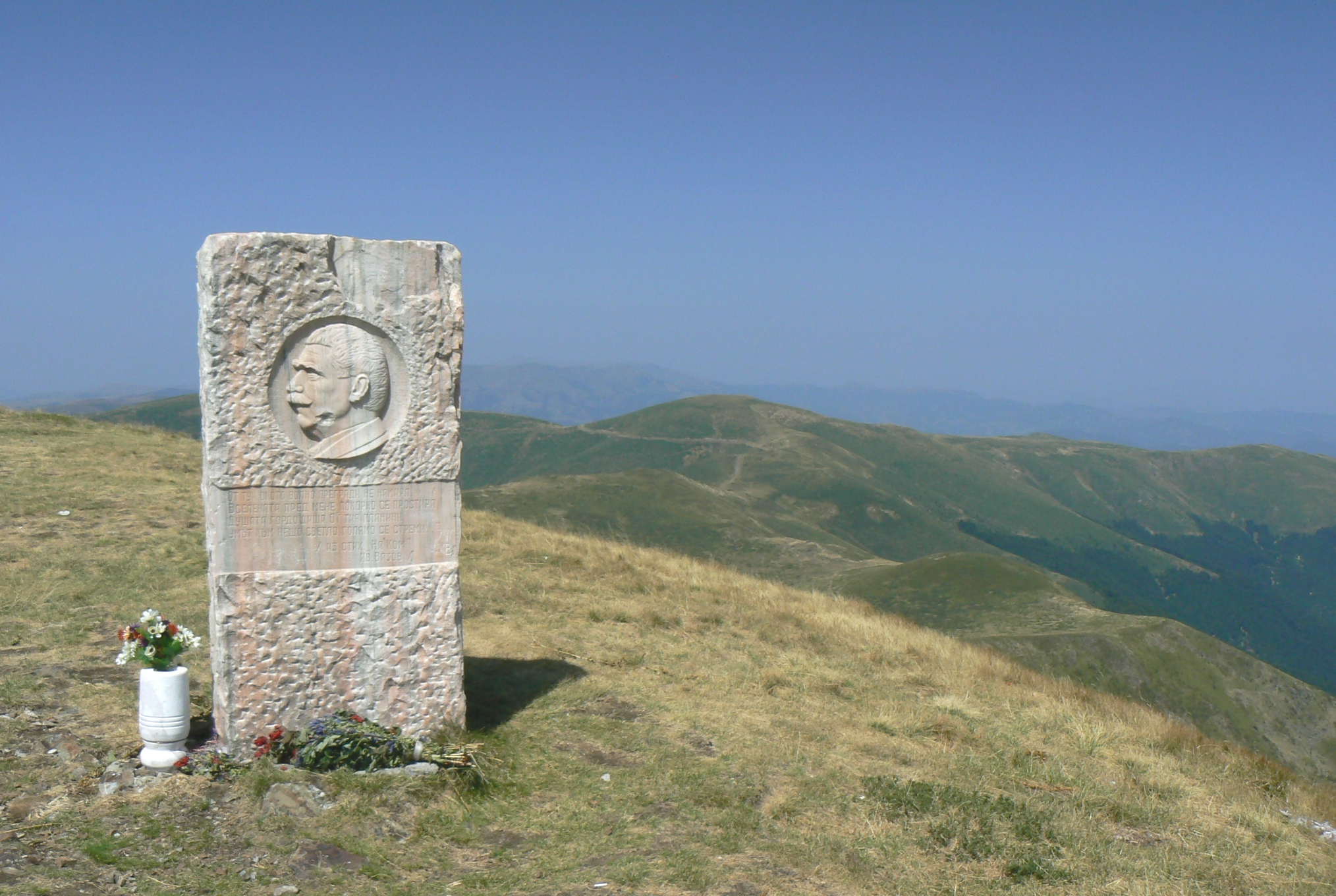
Relief des Schriftstellers und Politikers Iwan Wasow auf dem Gipfel